# Кошман, Сергей Николаевич
Сергей Николаевич Ко́шман (род. 8 марта 1963, Днепропетровск) — бывший глава Ленинского района Московской области, бывший заместитель председателя правительства Московской области.

## Биография
Сергей Николаевич Кошман родился 8 марта 1963 года в Днепропетровске. 
В 1980 году окончил Киевское суворовское военное училище. Вступил в члены КПСС в 19 лет.
В 1984 году окончил с отличием Киевское высшее военно-морское политическое училище.
С 1984 по 1993 год проходил военную службу на кораблях Атлантической эскадры Краснознаменного Северного флота. Капитан 1 ранга запаса.
В 1999 году окончил Академию народного хозяйства при Правительстве Российской Федерации.
В качестве государственного служащего последовательно занимал должности от ведущего специалиста Министерства по антимонопольной политике и поддержке предпринимательства Российской Федерации до заместителя председателя правительства Московской области. В Правительстве Московской области курировал вопросы развития социальной сферы, образования, здравоохранения, культуры, спорта, труда и занятости населения.
В 2003 году защитил кандидатскую диссертацию на тему «Организационно-педагогические условия эффективного функционирования системы реабилитации социальных сирот: Регионально-муниципальный аспект».
В 2009 году защитил докторскую диссертацию на тему «Управление развитием региональной системы социализации детей-сирот», доктор педагогических наук.
На досрочных выборах 10 октября 2010 года был избран главой Ленинского муниципального района Московской области, 15 октября 2010 года вступил в должность.
Весной 2014 года губернатор Андрей Воробьёв заявлял, что Кошман станет депутатом, а главой Ленинского района будет экс-министр торговли Подмосковья Елена Семёнова, назначенная в марте на пост первого зама Кошмана.
В августе 2014 года Кошман высказался против того, чтобы население лишали прямых выборов главы своего муниципального района.
7 сентября 2014 года Кошман направился в Днепропетровск, а «8 сентября вместе с младшим братом, из-за ошибки водителя, попал в дорожно-транспортное происшествие около посёлка Дымер Вышгородского района Киевской области, в результате которого получил тяжёлые травмы». По версии украинских криминалистов, тормозная система машины «Škoda Octavia» Кошмана была умышленно испорчена.  9 сентября написал заявление об отказе от участия в выборах. Однако, по его словам, заявление не было реализовано окружной избирательной комиссией. 
14 сентября 2014 года Кошман был избран депутатом Мособлдумы в Дмитровском одномандатном округе, набрал 57,7 %. В конце сентября он не подписал заявление о сложении своих полномочий, в связи с избранием депутатом Мособлдумы, а требовал, чтобы комиссия рассмотрела его заявление о его отказе от участия в выборах. 3 октября 2014 года Кошман размесил заявление об отказе от мандата депутата, объяснив своё решение «проблемами со здоровьем». При этом он не намерен покидать свой пост главы муниципалитета Ленинского района.
9 октября 2014 года политсовет московского областного отделения партии «Единая Россия» исключил Кошмана из партии из-за отказа принять мандат депутата Московской областной Думы.

## Личная жизнь
Активно поддерживал конный спорт. При его непосредственном участии в деревне Орлово был создан конный парк «Русь», который должен был стать крупнейшим в Европе центром конного спорта. 12 июня 2013 года были проведены соревнования на приз главы Ленинского района.

## Награды
Награждён многими государственными и областными наградами, а также орденами Русской Православной Церкви.